# バイオフォトニクス
バイオフォトニクスは生物学（バイオロジー）とフォトニクスの組み合わせを意味する。フォトニクスとは光子、量子単位の光の生成、操作、検出の科学技術である。フォトニクスは電子工学や光子と関係がある。光子は電子工学で電子が行うようなようなことを光ファイバーなどの情報技術において行い中心的な役割を果たす。
バイオフォトニクスは「生体分子、細胞、組織の研究に対する光学技術、特にイメージングの開発及び応用」ともいえる。バイオフォトニクスを構成する光学技術を用いる主な利点の1つは、調査する生体細胞を完全な状態で保存できることである。
それゆえ、バイオフォトニクスは生物学的なものと光子の相互作用を扱うすべての技術の確立した一般用語となっている。これは生体分子、細胞、組織、生物および生体材料からの放射、検出、吸収、反射、修飾、発光生成を指す。応用領域は生命科学、医学、農学、環境学である。「電気」と「電子工学」の違いと同様に、主にエネルギーを伝えるために光を用いる治療や手術などの分野と、物質を励起して情報をオペレータに返すという光を用いる診断などの分野には違いがある。ほとんどの場合、バイオフォトニクスは後者の応用を指す。

## 応用

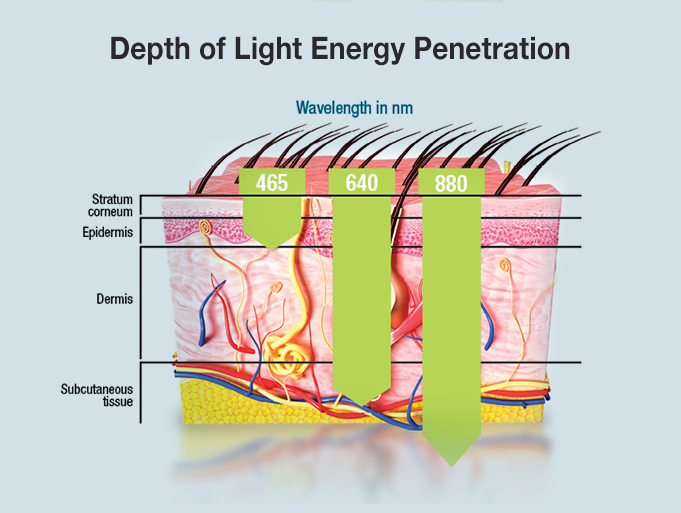
人間の皮膚を通る光の浸透深度

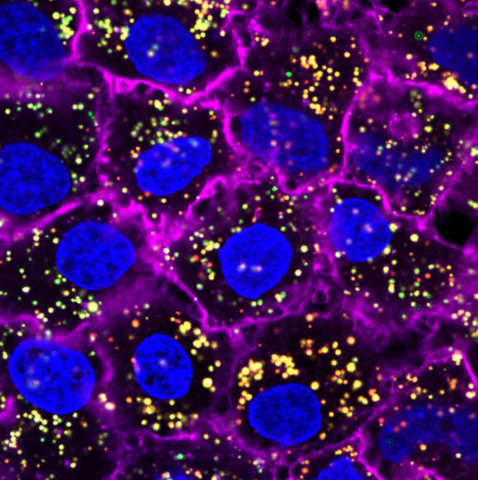
ナノ粒子を腫瘍に注入することで光熱療法を利用する

バイオフォトニクスは電磁放射と生体物質（生体内の組織、細胞、細胞下構造、分子など）の相互作用を含む学際的な分野である。
近年では、流体、細胞、組織と関係する臨床診断および治療のための新たな応用を創出している。これらの進歩により、科学者や医者は血管や血液に関する優れた非侵襲的な診断、および皮膚病変のより良い検査のための道具の使用が可能になっている。新たな診断道具に加え、バイオフォトニクス研究の進歩により、新たな光熱、光力学、組織療法がもたらされている。
皮膚科学
光と生体物質の間の多数の複雑な相互作用を観察することにより、バイオフォトニクスの分野は医師が利用できる独自の診断技術を提示する。バイオフォトニクスイメージングは、皮膚がんの診断に使える唯一の非侵襲的技術を皮膚科に対して提供する。皮膚がんの伝統的な診断法は、視覚的な評価と生検が必要であるが、新たなレーザ誘導蛍光分光法により、皮膚科医が患者の皮膚の分光写真と悪性組織にあたる分光写真を比較することができる。これにより医師には早期診断と治療の選択肢がもたらされる。
「光学技術の中でも、レーザー走査に基づく新出のイメージング技術である光コヒーレンストモグラフィー(OCTイメージング）は、悪性皮膚組織を健康な組織を区別するための有用な道具と考えられている」情報はすぐに手に入り、皮膚切除の必要性はなくなる。これにより、皮膚試料を実験室で処理する必要がなくなり、人件費と処理時間が短縮される。
さらに、これらの光イメージング技術は従来の外科的方法の間に使われ病変の境界を判定し、病気の組織全体が確実に除去されるようにすることができる。これは蛍光物質で染色されたナノ粒子を受容可能な光子に曝すことで達成される。蛍光色素およびマーカータンパク質の機能を持たせたナノ粒子は、選択された組織型で集まる。粒子が蛍光色素に対応する波長の光に曝されると、病気の組織が光輝く。これにより、外科医は健康な組織と不健康な組織の境界を素早く視覚的に特定することができ、結果的に手術時間の短縮と患者のより高い回復をもたらす。「誘電泳動マイクロアレイデバイスを用いて、ナノ粒子およびDNAバイオマーカーを素早く単離し、特定の微視的位置に濃縮した。その位置は落射蛍光顕微鏡法により簡単に検出された」
光ピンセット
光ピンセット（トラップ）は、原子、DNA、細菌、ウイルスや他の種のナノ粒子などの微視的な粒子を操縦するために使われる科学的手法である。光の運動量を用いて試料に小さな力を加える。この技術により、細胞の構成および分類、細菌の移動の追跡、および細胞構造の改変を可能になる。
レーザマイクロメス
蛍光顕微鏡法とフェムト秒レーザを組み合わせたものであり、「250㎛まで組織に浸透し、3次元空間で単一細胞を標的にすることができる」 オースティンのテキサス大学の研究者により特許取得されたこの技術は、外科医が目や声帯などの領域の繊細な外科手術において、健康な周囲の細胞を妨害もしくは損傷させることなく、病気もしくは損傷した細胞を摘出できることを意味する。
光音響顕微鏡(PAM)
レーザ技術と超音波技術の両方を利用するイメージング技術である。この二重イメージングモダリティは、以前のイメージング技術よりも深部組織および血管組織のイメージングにおいてはるかに優れている。分解能の向上により、深部組織および血管系のより高い質の画像が手に入り、「含水量、酸素飽和度およびヘモグロビン濃度」などを観察することにより、がん組織と健常組織の非侵襲的分化を可能にする。研究者はラットの子宮内膜症の診断にPAMを使うこともできた。
低出力レーザ治療(LLLT)
効能に関しては多少議論の余地があるが、組織を修復し組織の死を予防することにより、傷を治療するために用いることができる。しかし、最近の研究では、LLLTが炎症を軽減し、慢性関節痛を和らげるのにより有用であることが示されている。さらに、重度の脳損傷や外傷、脳卒中、および変性神経学的疾患の治療に有用である可能性があると考えられている。
光線力学療法(PT)
光合成化学物質と酸素を用いて、光に対する細胞反応を誘起する。がん細胞を殺したり、にきびを治療したり、傷跡を減らすために使うことができる。細菌、ウイルス、真菌を殺すのに使うこともできる。この技術は長期的な副作用がほとんど・まったくなく、手術よりも侵襲性が低く、放射線よりも頻繁に実施することができる。しかしながら、治療は深部組織のがん治療を排除する光に曝されうる表面および器官に限られる。
光熱療法

最も一般的には光を熱に変換するために貴金属のナノ粒子を用いる。人体が光学的に透明となる700-1000nmの範囲の光を吸収するようにナノ粒子が設計されている。粒子が光に当たったとき、粒子に光が当たったとき、粒子は加熱され、温熱療法により周囲の細胞が破壊される。使用される光は組織と直接的に相互作用しないため、光熱療法は長期的な副作用が少なく、体内深部のがんを治療するのに使うことができる。

## FRET
蛍光共鳴エネルギー移動（フェルスター共鳴エネルギー移動、FRETとも）は2つの励起された「蛍光団」がエネルギーを一方から一方へ非放射的に（すなわち光子を交換することなく） 渡す過程に対して与えられた用語である。これらの蛍光体の励起を注意深く選択して発光を検出することにより、FRETはバイオフォトニクスの分野で最も広く使われる技術の1つとなり、科学者に対して細胞下の環境を調べる機会を与えている。 

## バイオフルオレッセンス
バイオフルオレッセンスは、本質的に蛍光タンパク質もしくは目標のバイオマーカーに共有結合した合成蛍光分子による、紫外線・可視光の吸収と、より低いエネルギー準位（S_1励起状態がS_0基底状態に緩和する）での光子の続けて起こる発光を記述する。バイオマーカーは指標分子、疾患、苦痛であり、ex vivoで組織試料を顕微鏡で調べることや、血液、尿、汗、唾液、間質液、房水、痰などのin vitroで調べることで生体内の全身を監視している。刺激光は電子を励起し、エネルギーを不安定な準位に上昇させる。この不安定性は不利であり、励起された電子は不安定になるとすぐに安定状態に戻る。安定した基底状態に戻るときに起こる励起と再発光の間の時間遅延は、再放出された光子を異なる色にする（すなわち低エネルギーに緩和し、それによりプランク・アインシュタイン関係式E={\frac {hc}{\lambda }}により支配されるように、吸収された励起光よりも放出される光子はより短い波長にある。この安定性への戻りは、蛍光の形の過剰エネルギーの放出に対応する。この光の放射は、励起光がなお蛍光分子に光子を提供している間にのみ観察され、典型的には青、緑の光により励起され、紫、黄、橙、緑、シアン、赤色の光を放射する。バイオフルオレッセンスは、バイオルミネッセンスやバイオフォスフォレッセンスなどとしばしば混同される。

## バイオルミネッセンス
バイオルミネッセンスは生体内の化学反応による光の自然生成であるという点でバイオフルオレッセンスとは異なるが、ともに自然環境からの光の吸収と再放出を意味する。

## バイオフォスフォレッセンス
バイオフォスフォレッセンスは、励起エネルギーの供給源としての特定波長の光を必要とするという点でバイオフルオレッセンスと同様である。ここでの違いは、励起された電子の相対的な安定性にある。バイオフルオレッセンスとは異なり、ここでは、電子は禁制三重項状態（不対スピン）で安定性を保持し、発光時間が長くなり、結果として刺激光源が取り除かれてからもずっと長く「暗闇の中で輝き」続ける効果が生じる。

## 光源
主に使われる光源はビーム光である。LEDやスーパールミネッセントダイオードも重要な役割を果たす。バイオフォトニクスで使われる典型的な波長は600nm（可視光）から3000nm（近赤外線）である。

### レーザ
レーザはバイオフォトニクスにおいてますます重要な役割を果たしてきている。正確な波長選択、最も広い波長範囲、最も高い集束性とそれによる最高のスペクトル分解能、強い出力密度、広範囲の励起時間のようなそれぞれ固有の特性により、幅広い用途のための最も普遍的な光ツールとなっている。結果として、多くのサプライヤーから出ている様々な異なるレーザー技術を市場で見ることができる。

#### ガスレーザ
バイオフォトニクスの用途で使われる主要なガスレーザ及び重要な波長は以下の通り
- アルゴンイオンレーザ: 457.8 nm, 476.5 nm, 488.0 nm, 496.5 nm, 501.7 nm, 514.5 nm （マルチラインでの動作が可能）
- クリプトンイオンレーザ: 350.7 nm, 356.4 nm, 476.2 nm, 482.5 nm, 520.6 nm, 530.9 nm, 568.2 nm, 647.1 nm, 676.4 nm, 752.5 nm, 799.3 nm
- ヘリウムネオンレーザ: 632.8 nm (543.5 nm, 594.1 nm, 611.9 nm)
- HeCdレーザ: 325 nm, 442 nm

二酸化炭素、一酸化炭素、窒素、酸素、キセノンイオン、エキシマ、金属蒸気レーザのような他の市販のガスレーザは、バイオフォトニクスにおいてはあまり重要ではない。バイオフォトニクスにおけるガスレーザの主な利点は、固定波長、完全なビーム質、低い線幅/高コヒーレンスである。アルゴンイオンレーザはマルチラインモードでも動作する。主な欠点は、高い電力消費、ファン冷却による機械的ノイズの発生、限られたレーザ出力である。主なサプライヤーには、Coherent, CVI/Melles Griot, JDSU, Lasos, LTB, Newport/Spectra Physicsがある。

#### ダイオードレーザ
バイオフォトニクスでダイオードレーザに使われる最も一般的な集積レーザダイオードは、GaNもしくはGaAs半導体材料のどちらかに基づく。GaNは375-488nmの波長スペクトルをカバーし（近年515nmの市販製品が発表された）、GaAsは635nmからの波長スペクトルをカバーする。
バイオフォトニクスでのダイオードレーザの最も一般的に使われる波長は、375, 405, 445, 473, 488, 515, 640, 643, 660, 675, 785 nmである
レーザダイオードは4つのクラスで使用できる:
- シングルエッジエミッタ/ブロードストライプ/ブロードエリア
- 表面エミッタ/VCSEL
- エッジエミッタ/リッジ導波路
- 格子安定化 (FDB, DBR, ECDL)

バイオフォトニクス用途では、最も一般的に使用されるレーザダイオードは単一横モードであり、ほぼ完全なTEM00ビーム質に最適化することができるエッジエミッタ/リッジ導波路ダイオードである。共振器のサイズが小さいため、デジタル変調は非常に高速（最大500MHz）になる。コヒーレンス長が短く（通常1mm未満）、一般的な線幅はnm範囲になる。通常の出力レベルは約100mWである（波長とサプライヤによる）。主なサプライヤはCoherent, Melles Griot, Omicron, Toptica, JDSU, Newport, Oxxius, Power Technologyである。格子安定化ダイオードレーザは、リソグラフィ組み込み格子(DFB, DBR)または外部格子 (ECDL)のいずれかを有する。結果として、コヒーレンス長は数メートルの範囲に増加するが、線幅はpmより下にずっと下がる。この特性を用いるバイオフォトニクス応用には、ラマン分光法（線幅がcm-1であることが必要）や分光ガスセンシングがある。

#### 固体レーザ
固体レーザは、レアアースもしくは遷移金属イオンでドープされた結晶またはガラスなどの固体利得媒質に基づくレーザ、もしくは半導体レーザである（半導体レーザは当然固体デバイスでもあるが、固体レーザには含まれないことが多い）。イオンドープ固体レーザ（ドープ絶縁体レーザとも呼ばれる）は、バルクレーザ、ファイバレーザ、他の種の導波管レーザの形式で作ることができる。固体レーザは数ミリワットから（高出力のものでは）数キロワットの出力電力を生成することがある。

#### ウルトラクロームレーザ
バイオフォトニクスにおける多くの高度な応用では、複数波長で個別に選択可能な光が必要になる。その結果、一連の新しいレーザ技術が導入され、現在は正確な表現が求められている。
最も一般的に使われる用語は、広いスペクトルにわたる可視光を同時に放出する超連続レーザである。この光はフィルター交換リングされる。例えば、音響光学変調器(AOM, AOTF)を介して1つもしくは最大8つの異なる波長に変換する。この技術への一般的なサプライヤはNKT PhotonicsやFianiumである。近年、NKT PhotonicsがFianiumを買収し、市場における超連続技術の主要サプライヤとして残った。
別のアプローチ(Toptica/iChrome)では、超連続は赤外線で生成され、その後単一の選択可能な波長で可視領域に変換される。このアプローチではAOTFが必要なく、背景なしのスペクトル純度がある。
2つの概念がともにバイオフォトニクスにとって重要であるので、総称として「ウルトラクロームレーザ」がしばしば用いられる。

#### Swept sources
Swept sourceは、放出された光の周波数を時間的に連続変化させる（掃引, sweep）ように設計されている。典型的には予め定義された周波数範囲（例えば800±50nm）を連続的に巡回する。テラヘルツ範囲のSwept sourceは実証されている。バイオフォトニクスでのswept sourceの典型的な応用は光コヒーレンストモグラフィーである。

### 単一光子源
単一光子源は単一粒子や光子を光として放出するもので、コヒーレント光源（レーザ）および熱光源（例えば白熱電球、水銀蒸気ランプ）とは異なる新たな種類の光源である。